# Хаучешти (Бихор)
Хаучешти (рум. Hăucești) насеље је у Румунији у округу Бихор у општини Кишлаз. Oпштина се налази на надморској висини од 161 m.

## Становништво
Према подацима из 2002. године у насељу је живело 55 становника, од којих су сви румунске националности.